# Kospoth

Wappen derer von Kospoth

Kospoth ist der Name eines alten deutschen Adelsgeschlechts aus Thüringen, dessen Stammhaus Kospoda bei Neustadt an der Orla liegt. Der Name wechselt zwischen Kozzibate, Cozebode, Kossebode, Kossepot, Koßbod, Kospod, Cospot, Kospode und Kospoth, in Mecklenburg zu Kosboth.

## Geschichte
Das Geschlecht erscheint erstmals urkundlich im Jahr 1216 mit Heinricus de Kuzebude und 1237 mit Meinhold von Kozinbude. Die Stammreihe beginnt 1425 mit dem preußischen Rittmeister und Fideikommissherrn Carl von Kospoth auf Schilbach und Seubtendorf. Die Familie verbreitete sich im Vogtland sowie nach Schlesien, Preußen und Mecklenburg. 
Carl von Kospoth auf Schilbach (* 15. August 1736 in Schilbach; † 1. März 1799 in Halbau), erhielt den preußischen Grafenstand am 27. Juli 1776 in Berlin; ⚭ 10. Oktober 1776 Halbau mit Karoline Burggräfin und Gräfin zu Dohna-Lauck (* 5. Dezember 1758 Landsberg; † 30. Juli 1842 Halbau), Erbin von Halbau und Burau; sie werden erwähnt im Goethe-Briefwechsel.

## Besitzungen
Das Geschlecht war in Thüringen auf Schilbach, Seubtendorf, Wölfis und Burgau ansässig. Im sächsischen Vogtland kamen 1764 Schloss Leubnitz und 1790 die Burg Mühltroff in den Besitz der Familie, infolge der Ehe des Grafen Otto Carl Erdmann von Kospoth mit Ottonia Eleonora Freiin von Bodenhausen. Sein Bruder Heinrich Wilhelm von Kospoth errichtete 1794 das spätbarocke Schloss Leubnitz, das sich bis zur Enteignung 1945 im Familienbesitz befand. 
In Niederschlesien bestand das 1729 gestiftete Fideikommiss Briese mit Grünhof, Hönigern, Kritschen, Crompusch, Zantoch und Mittel-Mühlatschütz (zusammen 4.641 Hektar). Von Mitte des 18. Jahrhunderts bis 1862 war auch das Gut Schlesisch Halbau im Besitz der Familie.

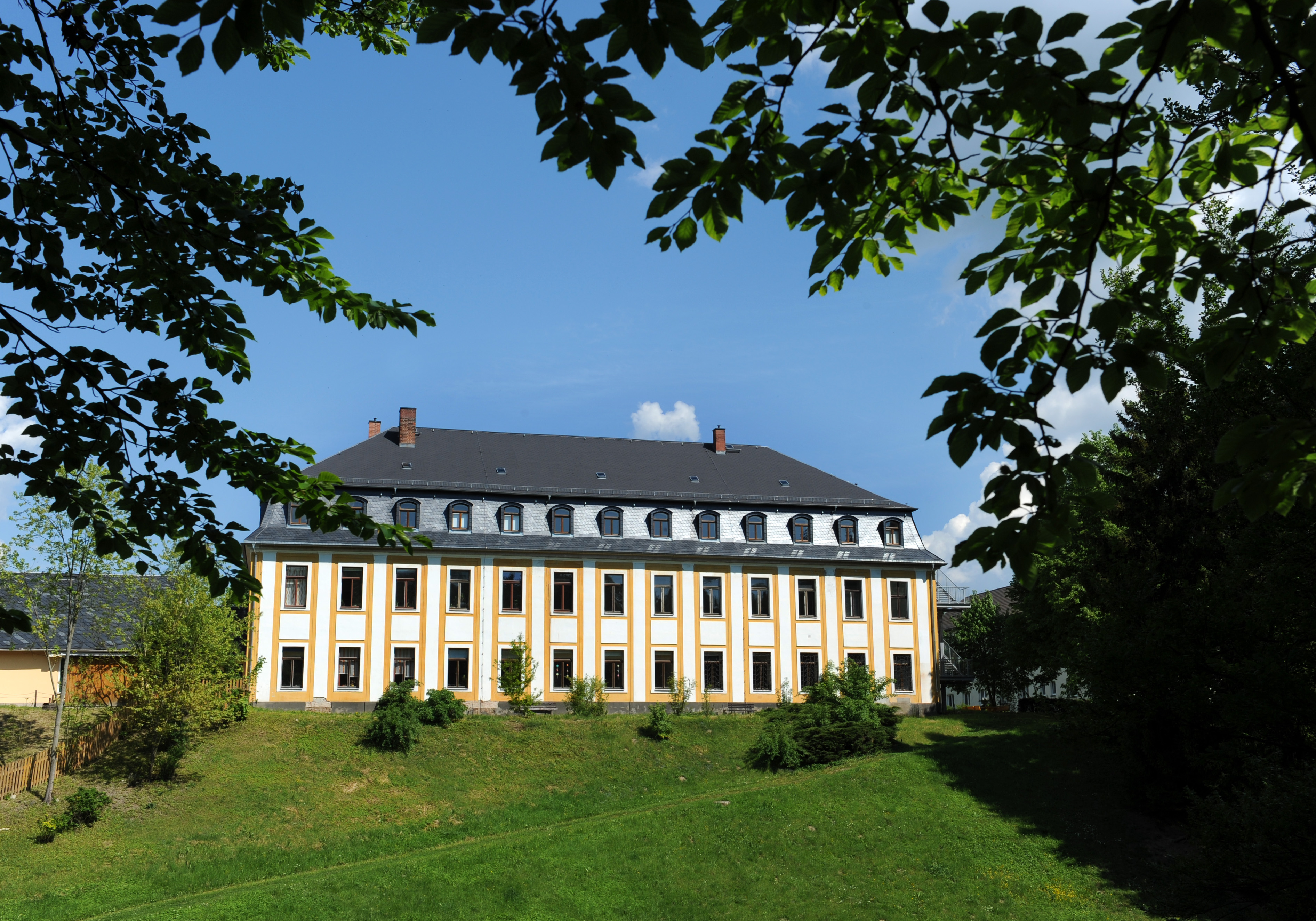
Schloss Leubnitz, Vogtland
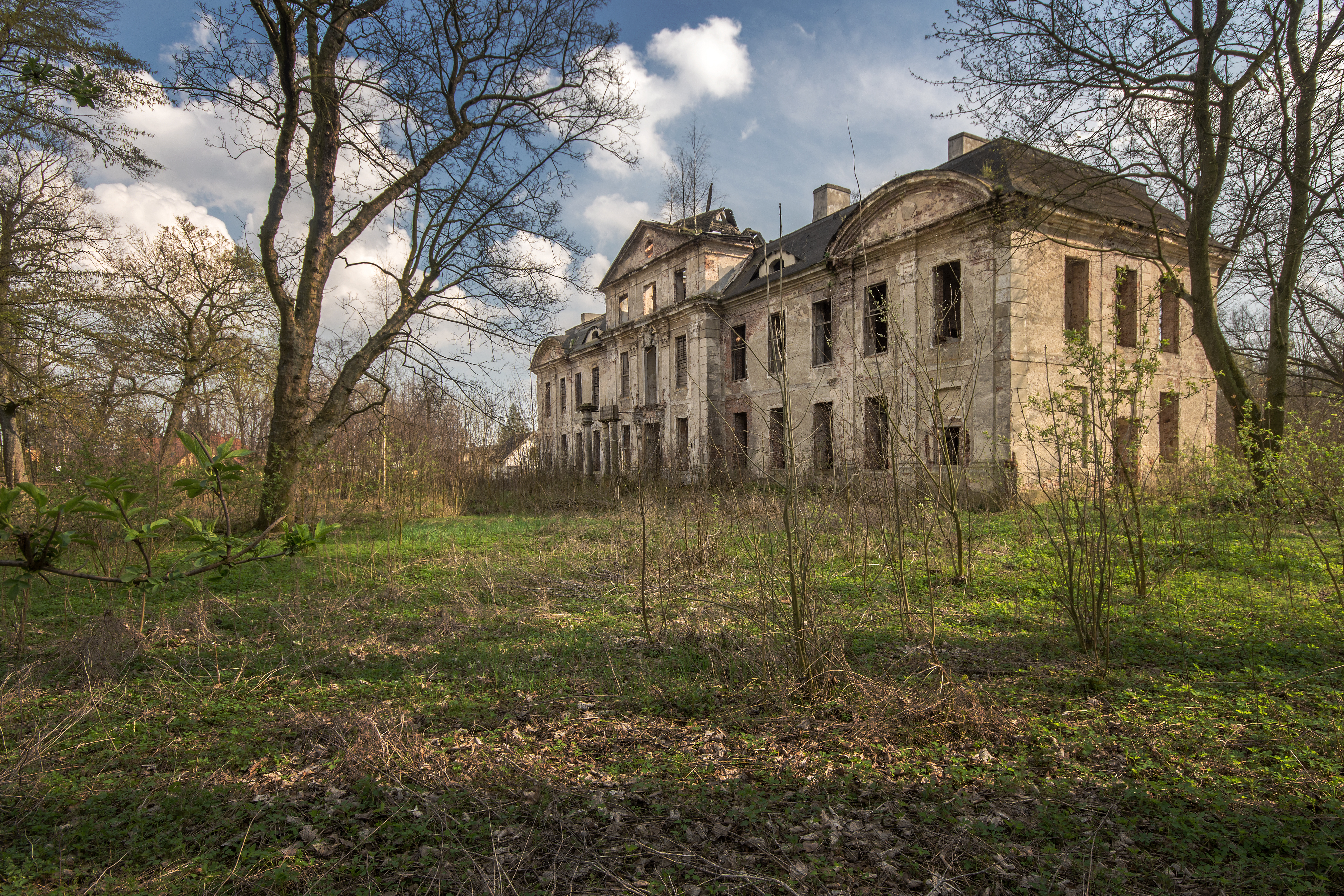
Ruine des Schlosses Briese, Niederschlesien

## Wappen

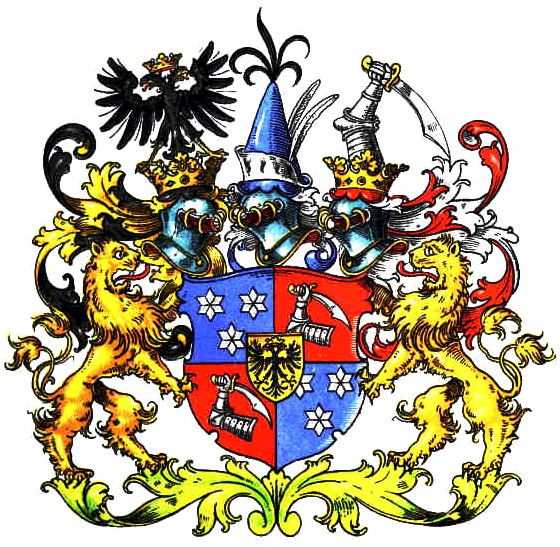
Wappen der Grafen von Kospoth

Das Stammwappen zeigt auf Blau drei silberne sechseckige Sterne, 2:1 gestellt. Auf dem Helm ein spitzer blauer Stulphut. Auf dem goldenen Knopf sind sieben schwarze Hahnenfedern gesteckt. In der silbernen Krempe stecken zwei silberne Reiherfedern. Die Helmdecken sind blau-silbern.
Das Wappen der Grafen Kospoth (von 1796) ist geviert und belegt mit einem goldenen Herzschild der einen goldgekrönten schwarzen Doppeladler zeigt. Die Teile eins und vier zeigen das Stammwappen, in Blau drei (2:1) silberne Sterne, die Teile drei und vier einen goldenen geharnischten Arm mit einem Türkensäbel; über dem Wappen drei Helme: auf dem rechten mit schwarz-goldenen Decken der Doppeladler, auf dem mittleren mit rechts schwarz-goldenen, links blau-silbernen Decken eine silber-gestülpte blaue Mütze, oben mit schwarzen, an der Seite mit silbernen Federn besteckt, auf dem linken mit schwarz-silbernen Decken der Arm mit dem Säbel.

## Bekannte Namensträger
- Friedrich von Kospoth (1569–1632), Hofrat, 1618 Geheimer Kammerrat, Direktor der Regierung in Weimar, Hofrichter in Weimar und Jena 1621, Stadthauptmann von Jena 1627
- Johann von Kospoth (1601–1665), preußischer Kanzler
- Friedrich von Kospoth (1630–1701), kursächsischer Geheimer Rat, Oberaufseher der Grafschaft Mansfeld
- Joachim Wenzel von Kospoth (1668–1727), kursächsischer Generalleutnant
- Ernst Christian von Kospoth (1723–1815), preußischer Generalleutnant
- Siegfried von Kospoth (1740–1809), k.k. General der Kavallerie
- Otto Carl Erdmann von Kospoth (1753–1817), Komponist, Schriftsteller, preußischer Kammerherr, Domherr in Magdeburg
- Friedrich August Karl von Kospoth (1767–1832), deutscher Kommunalpolitiker, Oberbürgermeister von Breslau
- Karl August Graf von Kospoth (1836–1928), wirklicher Geheimer Rat, Majoratsherr auf Briese, Jurist, Mitglied des Preußischen Herrenhauses auf Lebenszeit
- Sylvio von Kospoth (1852–1939), sächsischer Generalleutnant
- August von Kospoth (1864–1917), Landrat in Öls
- Karl-Eduard von Kospoth (* 1934), Brigadegeneral der Luftwaffe der Bundeswehr